# のねずみチュウチュウおくさんのおはなし
のねずみチュウチュウおくさんのおはなし(英語: The Tale of Mrs. Tittlemouse)は、ビアトリクス・ポターにより執筆された、子ども向け絵本である。1910年にフレデリック・ウォーン社より出版された。  

## あらすじ

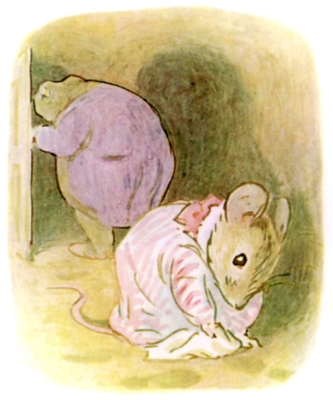
かえるのジャクソンさんがパーラーに残していった足跡をふき取るチュウチュウおくさん

チュウチュウおくさんはさらさらした砂の廊下が「なんメートルもなんメートルも」続き、物置や木の実の蔵、草の実の置き場などが木の根の間に掘ってある、生け垣の下の土手にできた穴（「とてもおもしろいいえ」）の中に暮らしている。家の中にはキッチン、パーラー、パントリー、貯蔵庫、ベッドルームがあり、ベッドルームの小さなベッドの隣には常にほうきとちり取りが置いてあって、きれいに保たれている。ところがある日、昆虫たちが汚い足跡を残して部屋を汚してしまう。 
チュウチュウおくさんによってカブトムシたちは追い払われ、テントウムシは「てんとうむしさん、おまえのうちは、もえてるぞ！[2]」と退治され、小さなマフェットの見舞いに来たクモは特にどうということもなく帰っていった。チュウチュウおくさんは遠くの方の廊下で、マルハナバチのバビディが空っぽの貯蔵庫のうちのひとつに３～４匹のほかのハチと巣を作っているのを見つける。巣を引っ張り出そうとしたが、ハチたちに攻撃されたため、夕ご飯の後に片づけることにしていったんその場から離れた。
その後チュウチュウおくさんはパーラーにて隣人であるかえるのジャクソンさんがロッキングチェアに座り、暖炉の前でくつろいでいるのを見つけた。ジャクソンさんは「いけがきの 根もとの、じめじめした たいへんきたならしい ほりのなか」に住んでいる。彼はスーツの裾から水滴を落としながら濡れた足跡を残していく。チュウチュウおくさんはモップとふきんを持って彼の後をついていった。
チュウチュウおくさんはジャクソンさんに夕食を食べていくよう勧めたが、食べ物は彼の好みに合わず、ハチミツの香りにつられて食器棚を荒らし始めた。砂糖のボウルの中に蝶がいるのを見つけるが、一緒にいたマルハナバチに気づくや否や、巣を引っ張り出し、部屋を散らかしてしまう。チュウチュウおくさんは騒ぎの末に「きちがいになりそうだ」と言って貯蔵庫に閉じこもった。しばらくしてから思い切って外に出てみると、そこには誰もおらず、部屋は荒れ放題になっていた。怒った彼女は苔と蜜蝋、そして小枝を使って、ジャクソンさんが入ってこられないように入口のドアの一部を狭めた。彼女は疲れ果てて、部屋をまたきれいにできるだろうかと思いながらベッドに潜った。
潔癖なチュウチュウおくさんは春の2週間を掃除に費やした。彼女は蜜蝋で家具を拭き、小さな錫のスプーンを磨いた。そして摂政期の豪華な服を着た５ひきのモリアカネズミたちとパーティーを開いた。ジャクソンさんもパーティーに参加したが、チュウチュウおくさんがドアを狭めたために家の中に入ることができず、家の外に座った。彼は締め出されたことについて怒ってはいなかった。窓越しにどんぐりのコップに入った蜜を渡され、彼はチュウチュウおくさんの健康を祝して乾杯した。

## イラスト

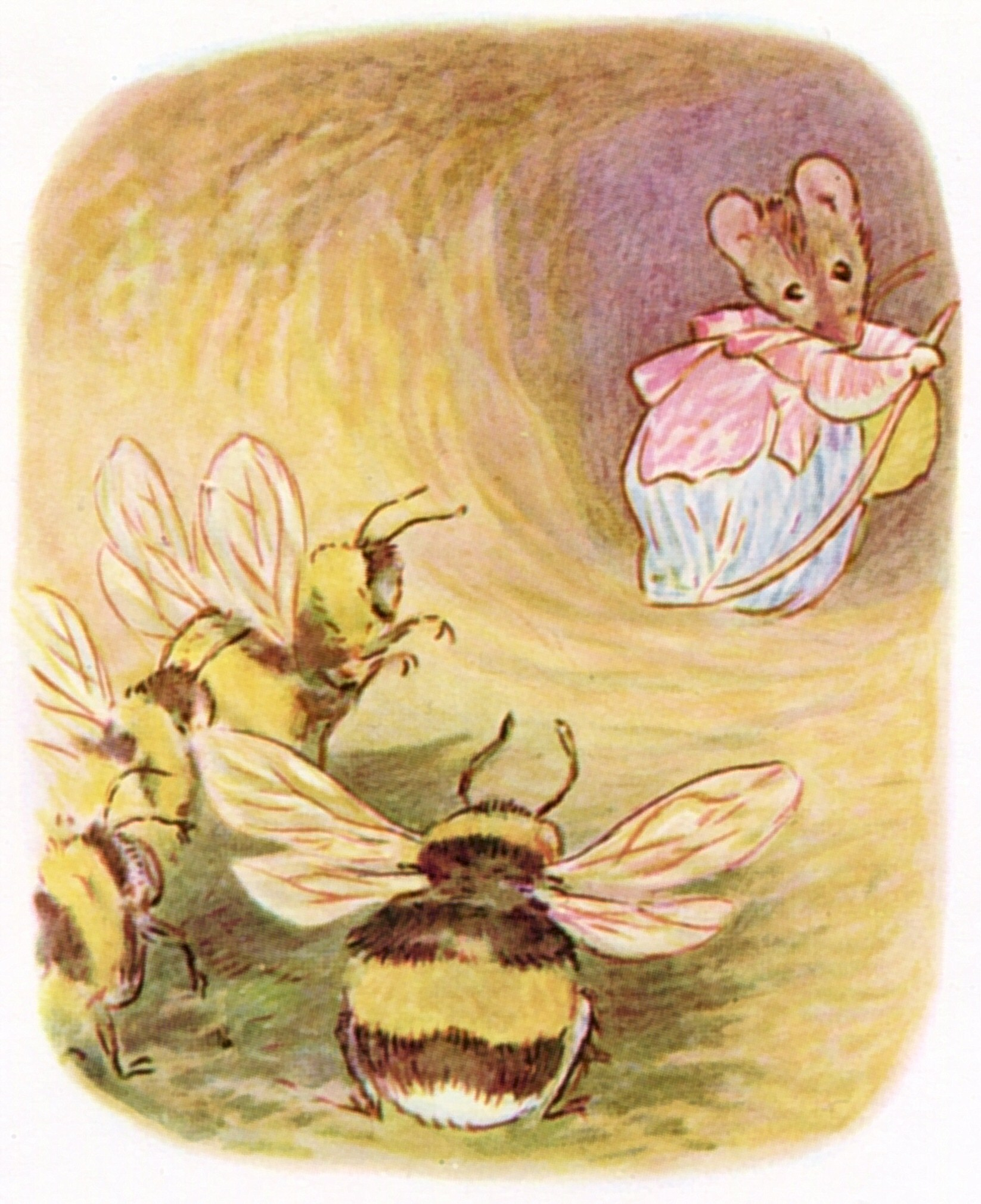
チュウチュウおくさんとマルハナバチ

「チュウチュウおくさん」のイラストはポターによる熱心な昆虫、クモ、両生類の観察と、若い頃のそれらに関する絵の経験によって描かれている。文章やイラストによる描写は色彩や行動、昆虫の解剖における深い理解を示している。生物たちは正確かつユーモアをもって描写され、それぞれの生態にも忠実である。例えば、カエルは繁殖期にのみ水から出てくる。クモと蝶はポターが1890年代に顕微鏡による研究によって描いた絵をもとにしている。
ポターの「チュウチュウおくさん」における自然と昆虫の描写は若い頃の、自然の観察とヴィクトリア&アルバート博物館の標本の観察の両方を源としている。この本のイラストにおいて注目すべき点は、チュウチュウおくさんとジャクソンさんに示されるような擬人的な表現がない、昆虫たちの正確な生物としての表現である。ポターは珍しく昆虫の描写に対してぞんざいである。昆虫たちはそれ自体に忠実に、もしくはチュウチュウおくさんとは不釣り合いな大きさで描かれ、時折理由もなく大きさが変化している。テントウムシはチュウチュウおくさんより大きく見え、クモもはじめ彼女より大きく描かれていたが、その後の絵では彼女より小さくなっている。ハチたちも時折カエルやネズミより大きく描かれている。
ポターの中の自然作家と空想作家は対立しており、ネズミ、カエル、昆虫が同じ場所に住んでいるにも拘らずネズミやカエルが擬人化されている中で、昆虫だけが自然界に基づき行動する論理的な理由はないようにみえる。論理的には昆虫も擬人化されるべきである。カエルが昆虫のような侵略者であると同時に、ハチたちを追い払ったもののチュウチュウおくさんになぜかパーティーから除外されるなど、読者の社会的な善悪の感覚を狂わせる。ポターの細部への不注意は彼女が単純に自然の絵を描く技能を示したいという欲に駆られていたため、もしくはニア・ソーリーでの農業、田舎暮らし、政治への興味が本の生産への興味にとって代わったためである可能性がある。

## 日本語版
ビアトリクス・ポター『のねずみチュウチュウおくさんのおはなし』石井桃子（福音館書店、2002年10月）。